# شورش فروند
شورش فروند (به فرانسوی: Fronde) (تلفظ فرانسوی: [fʀɔ̃d]) مجموعه‌ای از جنگ‌های داخلی در فرانسه بود که از ۱۶۴۸ تا ۱۶۵۳ در بحبوحه جنگ‌های فرانسه و اسپانیا که از ۱۶۳۵ آغاز شده بود اتفاق افتاد. نیروهای وفادار به لوئی چهاردهم در برابر اشراف، دادگاه‌های حقوق (پارلمان)، شهریاران و بیشتر مردم فرانسه می‌جنگیدند و با این حال در پایان پیروز شدند.
این شورش با حمایت دولت اسپانیا صورت گرفته بود و موجب شد تا لوئی، که در زمان آغاز این شورش ده سال بیشتر نداشت، اعتمادش را به اطرافیان از دست بدهد و سیاست تمرکز قدرت و خلع ید از اشراف را در پی بگیرد.

## یادداشت
1. ↑  The Oxford-Hachette French Dictionary, 4th ed. , 2007; WordReference.com.